# Paddy on the Road
Paddy on the Road è il primo album del musicista folk irlandese Christy Moore, pubblicato dalla Mercury Records nel 1969 e prodotto dallo stesso Moore con Dominic Behan. 
Originariamente il disco fu stampato solo in cinquecento copie, nell'ottobre del 2010 uscì su CD.

## Tracce
Lato A
1. Paddy on the Road – 3:28
2. Marrow Bones – 2:11
3. Strike Weaspon – 2:38
4. Avondale – 2:46
5. James Larkin – 2:52
6. Cunla – 1:55

Lato B
1. Spanish Lady – 2:55
2. Belfast Brigade – 2:03
3. Cricklewood – 2:06
4. Curragh of Kildare – 3:47
5. Maid of Athy – 1:10
6. Father McFadden – 2:17

## Musicisti
- Christy Moore - voce, chitarra
- Ray Swinfield - flauto
- Denny Wright - banjo, chitarra
- Ike Isaacs - chitarra
- Jack Fallon - basso